# Ташкова, Татьяна Александровна
Татья́на Алекса́ндровна Ташко́ва (урождённая Васи́льева; род. 24 августа 1956, Сталинград, Сталинградская область, РСФСР, СССР) — советская и российская актриса театра и кино, преподаватель, заслуженная артистка России (1994). Доцент Института театральных искусств в Москве.
Получила широкую известность после исполнения роли учителя французского языка Лидии Михайловны Терешковой в советском художественном фильме «Уроки французского» (1978) режиссёра Евгения Ташкова.

## Биография

### Происхождение
Татьяна Александровна Васильева родилась 24 августа 1956 года в Сталинграде. В детстве Татьяна часто жила в деревне у дедушки с бабушкой. В школе активно занималась лёгкой атлетикой и баскетболом.
По окончании волгоградской средней школы в 1973 году с первого раза поступила в Высшее театральное училище имени Б. В. Щукина в Москве (художественный руководитель курса — Анатолий Иванович Борисов), которое окончила в 1977 году.

### Актрисасоветского кино
В 1975 году, будучи студенткой ВТУ имени Б. В. Щукина в Москве, Татьяна дебютировала в эпизодической роли в фильме режиссёра Эдмонда Кеосаяна «Когда наступает сентябрь», сыграв участницу вокального квартета.
Первую главную роль исполнила в мелодраматическом художественном фильме «Только вдвоём» режиссёра Георгия Кузнецова, вышедшем на экраны в 1976 году. В фильме рассказывалась история молодой семьи, уехавшей работать в сибирскую провинцию.
В титрах своих первых фильмов Татьяна Александровна значилась под фамилией первого мужа Алексея Шу́ршикова. Первый брак был недолгим: муж, начинающий дипломат, выпускник МГИМО, хотел увезти жену, студентку последнего курса театрального института, в длительную зарубежную командировку, что требовало отказа от карьеры актрисы кино. Но Татьяна, несмотря на неодобрение родителей и сестры Светланы и на искреннюю и взаимную любовь к мужу, решила расторгнуть свой «студенческий» брак в пользу любимой профессии, о которой мечтала с детства. После развода в 1977 году она вернула себе девичью фамилию.
Начиная с фильма «Поединок в тайге» (1977), актриса появляется в титрах уже под фамилией Васильева.
Юношеское увлечение спортом оказало заметное влияние на начальный этап кинокарьеры. Готовясь к съёмкам в фильме «Сын чемпиона» (1979), Татьяна освоила горные лыжи и тренировалась с лучшими спортсменами СССР. В фильме «Десант на Орингу» (1979) героиня Ташковой преодолевает на лыжах заснеженную тайгу. На съёмках советско-японского фильма «Путь к медалям» (1980) актриса вышла на замену в волейбольном матче СССР — Япония.
Со своим вторым мужем, режиссёром Евгением Ивановичем Ташковым, Татьяна Александровна познакомилась в 1977 году, во время съёмок фильма «Уроки французского» (1978). Роль учительницы французского языка Лидии Михайловны Терешковой оказалась одним из высших достижений в кинокарьере Татьяны Александровны. Несмотря на то, что съёмки эпизодов с участием Ташковой длились около трёх месяцев, в итоге она получила за свою работу всего 320 рублей. Это было связано с тем, что исполнительница главной женской роли получала заработную плату по самой низкой ставке — 13 рублей в день.
В 1984 году в интервью журналу «Советский экран» Татьяна Александровна сказала:

 «Я считаю, что актёр должен много сниматься, не отказываюсь даже от самых маленьких ролей. Было у меня немало неудачных работ. Иной раз посмотришь уже готовый фильм на экране и огорчишься — столько сил затратила, и всё впустую: нет настоящего, живого человека. Но, наверное, и неудачи чему-то учат — так накапливается опыт».— Татьяна Ташкова, 1984 год.
Работа на советской театральной сцене оказалась не столь заметной, как в кино: с 1982 по 1994 годы Татьяна Александровна состояла в труппе Театра-студии киноактёра в Москве. В этот период своей деятельности она участвовала в постановках «Да здравствуют дамы!», «Требую суда!», «Труффальдино из Бергамо», «Золушка», «Чайка» и других.

### Переходный период (1990-е годы)
В начале 1990-х годов Татьяна ушла из кино, семья Ташковых жила на даче, где выращивала картофель, занималась консервированием овощей и фруктов.
В 1990 году Татьяна Ташкова поступила и в 1991 году окончила полный курс учебной школы-студии Экспериментального творческого объединения художников и мастеров русского декоративно-прикладного и народного искусства «Благовест» по специальности «Художественная обработка кожи». Делала украшения из кожи, шила кошельки, браслеты и т. п., организовывала выставки своих изделий и продавала их. Затем окончила курсы вязания, крашения, батика, вышивания. Но всё это не приносило существенных доходов.
Татьяне пришлось искать подработки в других сферах деятельности. Первой работой, не связанной с актёрским ремеслом, стало приготовление обедов для двенадцати сотрудников небольшой коммерческой компании. Днём она готовила еду, а вечером играла в театре. Физическая нагрузка оказалась слишком тяжёлой и через три месяца она завершила работу поваром.
В 1992 году решила заняться предпринимательской деятельностью. Окончила курсы по ведению реестров акционеров, а потом, когда попала на работу в банк, окончила международную банковскую школу по работе с ценными бумагами, и затем в банке занимала должность главного администратора центрального депозитария. Именно в это время стало известно о присвоении Татьяне Александровне почётного звания «Заслуженный артист Российской Федерации».
В американской компании «Visitor Guide Publishing» работала руководителем проекта. Руководила частной телекомпанией, сняла три документальных фильма о Карелии.
Играла в антрепризе (с 1994 года — артистка Московской драматической труппы «Блуждающие звёзды»), занималась дубляжом, озвучивала мультфильмы.
Последней работой вне профессии киноактрисы была должность заместителя директора в Московском драматическом театре под руководством Армена Джигарханяна.
На фоне физических и эмоциональных перегрузок, переутомления, состояние здоровья Татьяны резко ухудшилось и она была вынуждена обратиться за медицинской помощью. Врачи в госпитале ГУВД провели экспресс-анализы и выявили у неё истощение. Затем у Татьяны по непонятным причинам произошла отслойка сетчатки и она ослепла на один глаз. Ей пришлось перенести за один год двенадцать офтальмологических операций (четыре полостных и восемь лазерных). Был риск не вернуться к актёрской профессии, но в результате длительного лечения зрение удалось восстановить.

#### Роль тёти Аси в рекламе отбеливателя
Во второй половине 1990-х годов Татьяна Александровна снималась в образе тёти Аси в рекламе отбеливателя Ace американской компании Procter & Gamble. Для участия в съёмках актриса прошла четыре отборочных тура, на которых отсеялось 350 кандидатов. По условиям контракта, с 1996 по 2000 годы актриса была ограничена в выборе других ролей.
За три года было снято 15 рекламных роликов, рекламирующих отбеливатель Ace. Рекламная кампания, начавшаяся в декабре 1996 года, была построена в виде сериала, что стало новым явлением в российской рекламной индустрии. Съёмки проходили в России и Польше. Ролики являлись калькой с рекламы этого средства для румынского рынка. Изначально главную героиню роликов звали Юля, но после просмотра румынского и турецкого роликов было выбрано имя Ася. По мнению бренд-менеджера Procter & Gamble Дениса Михальского, именно выбор имени, созвучного с названием рекламируемого продукта, оказал важное влияние на успех рекламных роликов.
Появление Татьяны Александровны на телеэкранах в образе тёти Аси принесло ей огромную популярность. Ташкову узнавали на улицах, ей писали письма, её героиню пародировали в КВН. Для снижения давления публики Ташковой пришлось перекраситься в брюнетку. Образ героини, сформированный Татьяной Ташковой, оказался столь эффективным, что многие компании стали выстраивать свою рекламную стратегию, отталкиваясь от образа тёти Аси, развивая или опровергая его. Стартовая фраза, прозвучавшая в первом ролике («Тётя Ася приехала!»), стала «крылатой» — её можно встретить в статьях и видеороликах, часто далёких от первоначальной тематики.

### Актрисароссийского кино
В 2004 году Татьяна Ташкова вернулась на телеэкраны и в дальнейшем стала активно сниматься в кино. Первыми стали эпизодические роли в телевизионных сериалах «Ландыш серебристый 2» и «Виола Тараканова. В мире преступных страстей». Впоследствии её стали приглашать на более масштабные роли.
С 2006 года по настоящее время актриса вновь состоит в труппе Государственного театра киноактёра (ныне — Мастерская «12» Никиты Михалкова).
15 февраля 2012 года скончался супруг Татьяны Евгений Ташков, который незадолго до смерти успел снять свой последний художественный фильм «Три женщины Достоевского» (2011), в котором снялись Татьяна (в роли Эмилии Фёдоровны), Андрей (в роли Ф. М. Достоевского) и Алексей (в роли Василия Бугрина) Ташковы.
Ташкова является доцентом Института театральных искусств в Москве. Кроме актёрской и преподавательской деятельности занимается организацией мероприятий для крупных компаний.

## Семья
Отец — Александр Васильев (умер в 2010 году), работал мастером на заводе.
Мать — Мария Васильева (умерла в 2007 году, вскоре после смерти дочери Светланы), работала продавцом в магазине «Ткани».
Старшая сестра — Светлана Александровна Васильева (умерла в 2007 году, через пятьдесят мучительных дней и ночей после неудачно проведённой хирургической операции по удалению жёлчного пузыря.
Первый муж — Алексей Шу́ршиков, дипломат, выпускник МГИМО. Развелись в 1977 году.
Второй муж (с 1980 по 2012) — Евгений Иванович Ташков (1926—2012), советский и российский кинорежиссёр, сценарист, актёр; народный артист РФ. Свадьба состоялась в 1980 году. Большая разница в возрасте Татьяны с мужем (тридцать лет) насторожила её родителей, но впоследствии у них сложились хорошие отношения с зятем.
В 1980 году в семье Ташковых родилась дочь, которая из-за врачебной ошибки умерла в родильном доме, после чего Евгений и Татьяна решили заключить официальный брак. С рождением сына Алексея пара повенчалась.
- Сын — Алексей Евгеньевич Ташков (род. 30 марта 1983), имя получил по святцам: Алексей — Божий человек[3] В 2007 году закончил Московский институт экономики, политики и права, факультет психологии. Работал на телевизионных проектах. Как режиссёр снял на 1 канале несколько серий программы «Понять. Простить». Первая большая режиссёрская работа — полнометражный художественный фильм «Три женщины Достоевского» (2010)), совместно с Евгением Ташковым. Как актёр снимался в эпизодических ролях в художественных и телевизионных фильмах, а также в телевизионной рекламе[22].

## Творчество

### Фильмография

#### Актёрские работы
| Год  |     | Название                                                                     | Роль                                                                                               |
| ---- | --- | ---------------------------------------------------------------------------- | -------------------------------------------------------------------------------------------------- |
| 1976 | ф   | Когда наступает сентябрь                                                     | участница вокального квартета                                                                      |
| 1976 | ф   | Только вдвоём                                                                | Катя (главная роль)                                                                                |
| 1976 | тф  | Просто Саша                                                                  | Ирина                                                                                              |
| 1977 | ф   | Трясина                                                                      | Лида, жена Степана                                                                                 |
| 1977 | ф   | Поединок в тайге                                                             | Юля (главная роль)                                                                                 |
| 1978 | тф  | Месяц длинных дней                                                           | Анна Михеева                                                                                       |
| 1978 | тф  | Уроки французского                                                           | Лидия Михайловна Терешкова, учитель французского языка (главная роль)                              |
| 1979 | ф   | День свадьбы придётся уточнить                                               | Татьяна, подруга Толи Казутина                                                                     |
| 1979 | ф   | Фрак для шалопая                                                             | Света                                                                                              |
| 1979 | ф   | Сын чемпиона                                                                 | Татьяна Бережная                                                                                   |
| 1979 | ф   | Освобождение Праги                                                           | эпизод (в титрах не указана)                                                                       |
| 1979 | ф   | Десант на Орингу                                                             | Валентина Григорьева                                                                               |
| 1979 | ф   | День возвращения                                                             | Александра                                                                                         |
| 1980 | мтф | Частное лицо                                                                 | Татьяна Борисовна Скворцова, жена полковника милиции Евгения Лукьянова                             |
| 1980 | ф   | Путь к медалям                                                               | Таня Карпова, советская волейболистка (главная роль)                                               |
| 1981 | ф   | Честный, умный, неженатый…                                                   | Тамара, продавщица                                                                                 |
| 1981 | ф   | Великий самоед                                                               | Даша, курсистка                                                                                    |
| 1982 | ф   | Таможня                                                                      | Наталья, жена судового врача Виктора Малышева                                                      |
| 1982 | ф   | Нежданно-негаданно                                                           | Наташа                                                                                             |
| 1982 | ф   | Личные счёты                                                                 | Наташа Григорьева                                                                                  |
| 1983 | ф   | Я готов принять вызов                                                        | Имя персонажа не указано                                                                           |
| 1983 | ф   | Тревожное воскресенье                                                        | Таня Земцова                                                                                       |
| 1983 | ф   | Такая жёсткая игра — хоккей                                                  | Лида Крынина, жена капитана хоккейной команды Фёдора Крынина                                       |
| 1983 | мтф | Подросток                                                                    | Катерина Николаевна Ахмакова                                                                       |
| 1983 | ф   | Демидовы                                                                     | Марья                                                                                              |
| 1984 | ф   | Три процента риска                                                           | жена лётчика-испытателя                                                                            |
| 1985 | ф   | Хочу тебе сказать…                                                           | Имя персонажа не указано                                                                           |
| 1986 | ф   | Знаю только я                                                                | Нина                                                                                               |
| 1986 | тф  | Вызов                                                                        | Нина Богуш, лидер советской сборной по фехтованию, чемпионка мира и олимпийских игр (главная роль) |
| 1987 | ф   | Ловкачи                                                                      | Стрельцова                                                                                         |
| 1988 | ф   | Помилуй и прости                                                             | мачеха Юрия (главная роль)                                                                         |
| 1988 | тф  | Недолгий танец любви                                                         | Анжелина                                                                                           |
| 1989 | тф  | Часовщик и курица                                                            | Лидия Званцева                                                                                     |
| 1991 | тф  | Депрессия                                                                    | жена Курдаша                                                                                       |
| 1992 | тф  | Танцующие призраки                                                           | мать Юли Азаровой                                                                                  |
| 1992 | ф   | Дымы                                                                         | Имя персонажа не указано                                                                           |
| 1992 | ф   | Ванька-Встанька                                                              | Анюта                                                                                              |
| 1994 | ф   | Рысь идёт по следу                                                           | Имя персонажа не указано                                                                           |
| 1994 | ф   | Дом на камне                                                                 | Имя персонажа не указано                                                                           |
| 2004 | с   | Ландыш серебристый 2 (серия № 10 «Линкольн и ледоруб»)                       | секретарь                                                                                          |
| 2004 | с   | Виола Тараканова. В мире преступных страстей (фильм № 1 «Чёрт из табакерки») | Римма Ивановна                                                                                     |
| 2005 | с   | Жизнь — поле для охоты                                                       | банкирша                                                                                           |
| 2006 | с   | Аэропорт 2 (серия № 20 «Династия»)                                           | Тамара Михайловна, мать Леши                                                                       |
| 2006 | с   | Утёсов. Песня длиною в жизнь                                                 | Эдит Леонидовна Утёсова (в зрелом возрасте), дочь советского эстрадного певца Леонида Утёсова      |
| 2006 | с   | Молодые и злые                                                               | Елизавета, мать Саши                                                                               |
| 2007 | с   | Час Волкова (серия № 5 «Превратности любви»)                                 | Алевтина Георгиевна Березина                                                                       |
| 2008 | тф  | Позвони в мою дверь                                                          | мать Игоря                                                                                         |
| 2008 | ф   | Крылья ангела                                                                | подруга Анастасии Андреевны                                                                        |
| 2008 | с   | Тайны дворцовых переворотов. Россия, век XVIII (фильм № 7 «Виват, Анна!»)    | Дарья Салтыкова                                                                                    |
| 2008 | с   | Дар Божий                                                                    | Имя персонажа не указано                                                                           |
| 2008 | с   | Провинциалка                                                                 | Татьяна Михайловна, мать Лизы и Риты                                                               |
| 2009 | мтф | Вердикт                                                                      | Анна Петровна Мыскина, работница химчистки, запасной присяжный заседатель                          |
| 2009 | с   | Спецкор отдела расследований                                                 | Рая Митрофанова                                                                                    |
| 2010 | ф   | Три женщины Достоевского                                                     | Эмилия Фёдоровна                                                                                   |
| 2011 | тф  | Два билета в Венецию                                                         | Лилия Михайловна                                                                                   |
| 2012 | с   | СОБР                                                                         | Алла Георгиевна, тётя Якушева                                                                      |
| 2012 | тф  | Ошибки любви                                                                 | мать Валерии                                                                                       |
| 2012 | с   | Шериф-2 (фильм № 6 «Фамильные драгоценности»)                                | Вера Николаевна Рыкова                                                                             |
| 2013 | с   | Редкая группа крови                                                          | Анастасия Фёдоровна Самсонова, мать Надежды (главная роль)                                         |
| 2013 | тф  | Пятницкий. Глава третья                                                      | мать начальника ОМВД «Пятницкий» Ирины Зиминой                                                     |
| 2014 | тф  | В час беды                                                                   | Виктория Павловна, мать Кости Уварова                                                              |
| 2014 | с   | Любить нельзя ненавидеть                                                     | Ольга Петровна Горностай, жена Ивана Алексеевича Горностая                                         |
| 2014 | с   | Частный детектив Татьяна Иванова                                             | Лариса Васильевна, мать Андрея Мельникова                                                          |
| 2015 | с   | Бегущая от любви                                                             | Татьяна Алексеева, мать Полины Алексеевой (главная роль)                                           |
| 2015 | ф   | Праздник непослушания                                                        | мать Мани                                                                                          |
| 2015 | с   | Сын моего отца                                                               | Зоя Фёдоровна Калугина, мать анестезиолога Павла Калугина                                          |
| 2015 | мтф | Опасное заблуждение                                                          | Ольга Николаевна Мухина, врач-психиатр                                                             |
| 2016 | мтф | Крылья                                                                       | Лариса Ивановна, мать Людмилы Черенковой (главная роль)                                            |
| 2016 | с   | Простить нельзя расстаться                                                   | Зоя Леонидовна                                                                                     |
| 2016 | с   | Чужая дочь                                                                   | Наталья Павловна, директор детского дома                                                           |
| 2016 | с   | Одиночество                                                                  | Людмила Кузьминична, мать Сергея                                                                   |
| 2017 | ф   | Патент                                                                       | Нина Сергеевна Чистякова, глава крупной государственной фармацевтической корпорации                |
| 2018 | с   | Хор                                                                          | Раиса                                                                                              |
| 2019 | с   | Скажи что-нибудь хорошее                                                     | Мария Павловна Климова                                                                             |

#### Документальное кино
| Год  |     | Название                                                              | Роль                     |
| ---- | --- | --------------------------------------------------------------------- | ------------------------ |
| 2007 | док | Как уходили кумиры. Вадим Спиридонов                                  | Имя персонажа не указано |
| 2007 | док | Михаил Ершов. Навсегда в памяти                                       | Имя персонажа не указано |
| 2011 | док | Тайны советского кино. «Иди и смотри», «Уроки французского», «Кортик» | Имя персонажа не указано |
| 2013 | док | Острова. Вадим Спиридонов. «Услышать вечный зов»                      | Имя персонажа не указано |

#### Озвучивание
| Год  |   | Название                | Роль        |
| ---- | - | ----------------------- | ----------- |
| 1994 | ф | Легенда горы Тбау       | озвучивание |
| 2006 | ф | Острова. Варлам Шаламов | озвучивание |

### Театральные работы

#### Театр-студия киноактёра (Государственный театр киноактёра)(Москва)
С 1982 по 1994 годы Татьяна Ташкова состояла в труппе Театра-студии киноактёра в Москве. В 2006 году вновь вошла в состав труппы Государственного театра киноактёра, актрисой которого является по настоящее время.
| Спектакль                 | Роль              |
| ------------------------- | ----------------- |
| Требую суда!              | Стрельцова        |
| Да здравствуют дамы!      | Софи              |
| Да здравствуют дамы!      | Дана              |
| Да здравствуют дамы!      | Г-жа Пантич       |
| Похищение Элен            | Валентина         |
| Русский шансон            | Квашня            |
| Морозко                   | Старуха           |
| Женитьба Фигаро           | Марселина         |
| Золушка                   | Фея               |
| Чайка                     | Полина Андреевна  |
| Королевство кривых зеркал | Бабушка           |
| Труффальдино из Бергамо   | Бригелла          |
| Самая лучшая              | Софья Андреевна   |
| Странные люди             | Домна Пантелеевна |

#### Московская драматическая труппа «Блуждающие звёзды»
С 1994 года Татьяна Ташкова служила в Московской драматической труппе «Блуждающие звёзды».
| Спектакль                   | Роль                         |
| --------------------------- | ---------------------------- |
| Листки из сожжённой тетради | Иностранка (Айседора Дункан) |
| Grand-opera — кафе          | оперная Примадонна           |
| New York — New York…        | Статуя Свободы               |

#### Большой театр(Москва)
Татьяна Ташкова сотрудничала с Большим театром в Москве.
| Спектакль      | Роль         |
| -------------- | ------------ |
| Бал в Большом  | Екатерина II |
| Примия «Дарин» | Екатерина II |

#### Московский драматический театр имени Рубена Симонова
Татьяна Ташкова сотрудничала с Московским драматическим театром имени Рубена Симонова.
| Спектакль                    | Роль             |
| ---------------------------- | ---------------- |
| Валентин и Валентина         | Мать Валентины   |
| Почти рождественская история | Елена Михайловна |

#### Центральный Дом актёра имени А. А. Яблочкиной(Москва)
Татьяна Ташкова сотрудничает с Центральным Домом актёра имени А. А. Яблочкиной в Москве.
| Спектакль                          | Роль                       |
| ---------------------------------- | -------------------------- |
| Адъютант кинематографа             | Ведущая                    |
| Достоевские страсти                | Луиза Карловна             |
| Листки из сожжённой тетради        | Иностранка                 |
| Юбилейный вечер Евгения Ташкова    | Ведущая                    |
| Полевой свет тишины                | Участница                  |
| Просто — Нина Агапова!             | Партнерша и Подруга        |
| Я так хотела в радость быть…       | Татьяна Ташкова            |
| Попадья «Капитанская дочка»        | Авдотья Васильевна Гринёва |
| Юбилей без Мастера. Евгений Ташков | Ведущая                    |
| Странные люди                      | Домна Пантелеевна          |

## Награды и призы
- Почётное звание «Заслуженный артист Российской Федерации» (29 декабря 1994 года) — за заслуги в области искусства[4]
- Медаль «Ветеран труда»
- Медаль МГУ им. М. В. Ломоносова (1996 год)
- Медаль «В память 850-летия Москвы» (1997 год)
- Почётная грамота города Пересвет «За организацию и проведение Дней духовно-патриотического кино» (2009 год)
- Благодарность Настоятеля Пересветовского подворья Свято-Троицкой Лавры Протоиерея Константина Харитонова (за подготовку и проведение Рождественского вечера-концерта) (2015 год)
- Диплом лауреата XIV Международного фестиваля-конкурса «Москва — город мира» (спектакль «Листки из сожжённой тетради») (2017 год)
- Благодарственное письмо Митрополита Курского и Рыльского (за спектакль «Капитанская дочка») (2016 год)
- Благодарственное письмо департамента по культуре и спорту города Ростова (за организацию и проведение I Межрегионального театрального фестиваля «Лепота!») (2017 год)

## Комментарии
1. ↑  В титрах Т. Шуршикова
2. ↑  В титрах Т. Васильева
3. ↑  В титрах Т. Шуршикова
4. ↑  В титрах Т. Васильева
5. ↑  роль озвучила Наталья Рычагова
6. ↑  В титрах Т. Васильева
7. ↑  В титрах Т. Васильева
8. ↑  В титрах Т. Васильева
9. ↑  В титрах Т. Васильева
10. ↑  В титрах Т. Васильева
11. ↑  В титрах Т. Васильева
12. ↑  В титрах Т. Васильева
13. ↑  В титрах Т. Васильева
14. ↑  В титрах Т. Васильева
15. ↑  В титрах Т. Васильева

### ТВ-интервью
- Автор и ведущий: Сергей Майоров (3 октября 2011). ВИДЕО. «Женский род». Фильм пятый. Елена Проклова, Татьяна Лютаева и Татьяна Ташкова. Официальный сайт телеканала «Домашний» // domashniy.ru. Дата обращения: 15 сентября 2018.
- Юлия Меньшова (22 октября 2015). Гость Татьяна Ташкова. Первый канал. Дата обращения: 25 сентября 2018.
- Юлия Меньшова (31 января 2017). Гость Татьяна Ташкова. Наедине со всеми. Первый канал. Дата обращения: 15 сентября 2018.
- Андрей Максимов. Ночной полёт: Татьяна Ташкова. Дата обращения: 25 сентября 2018.